# Ebo-Superia
L'equip Ebo-Superia va ser un equip ciclista belga que competí professionalment entre el 1976 i el 1977.

## Principals resultats
- Fletxa costanera: Alain Desaever (1976), Julien Stevens (1977)

### A les grans voltes
- Volta a Espanya
  - 2 participació (1976, 1977)
  - 1 victòria d'etapa:
    - 1 al 1976: Ferdinand Van Den Haute

  - 0 classificacions secundàries:

- Tour de França
  - 0 participació

- Giro d'Itàlia
  - 0 participació